# Hyphodontia niemelaei
Hyphodontia niemelaei är en svampart som beskrevs av Sheng H. Wu 1990. Hyphodontia niemelaei ingår i släktet Hyphodontia och familjen Schizoporaceae.   Inga underarter finns listade i Catalogue of Life.